# Casa Casòs
La Casa Casòs és una obra de la Vall de Boí (Alta Ribagorça) inclosa a l'Inventari del Patrimoni Arquitectònic de Catalunya.

## Descripció
Conjunt constituït per un edifici d'habitatge, dos pallers i un cobert disposats al voltant d'una era rectangular que conserva el paviment de pedra.
L'edifici d'habitatge és de planta rectangular, coberta a tres vessants, amb planta baixa, dos pisos i golfes i a la façana principal, al costat sud, té un portal adovellat a la planta baixa, un balcó corregut al primer pis i dos balcons al segon. A la façana est s'hi ha afegit una ampliació recent, de major alçada. Les façanes són arrebossades.
Els pallers són de planta quadrada amb coberta a dos vessants i façanes de maçoneria quasi cegues. El cobert, amb una interessant façana oberta a l'era, té teulada de teula i un contrapendent de fibrociment.